# Сустерманс, Юстус
Юстус Сустерманс, Джусто Сюстерманс, Сюттерманс (нидерл. Justus Sustermans, итал. Giusto Sustermans, Suttermans; 28 сентября 1597, Антверпен — 23 апреля 1681, Флоренция) — фламандский живописец и рисовальщик, мастер портретного жанра эпохи маньеризма и барокко.
С 1620 года работал преимущественно в Италии и Австрии, был придворным художником-портретистом герцогов тосканских во Флоренции. Испытал влияние П. П. Рубенса. При жизни его чествовали как лучшего художника-портретиста Италии.

## Биография
Сустерманс родился в 1597 году в Антверпене в семье портного Франса Суттерманса, или Сустерманса, родом из Брюгге, и Эстер Шипманс. Юстус был крещён в соборе Антверпена 28 сентября 1597 года. В 1609 году зарегистрирован учеником Виллема де Воса (племянника живописца Мартена де Воса в aнтверпенской Гильдии Святого Луки. В 1616 году он уехал из Антверпена в Париж, где провёл около двух лет в мастерской Франса Пурбуса Младшего, выдающегося художника-портретиста из Антверпена.
Когда Козимо II Медичи, великий герцог Тосканы, пригласил в 1620 году группу фламандских и французских ткачей гобеленов из Парижа во Флоренцию, Сустерманс присоединился к ним. Группа, вероятно, достигла Флоренции в октябре 1620 года. В октябре 1621 года Сустерманс впервые упоминается во Флоренции на службе Медичи. В этот период Сустерманс стал известен под итальянизированной формой своего имени — Джусто.

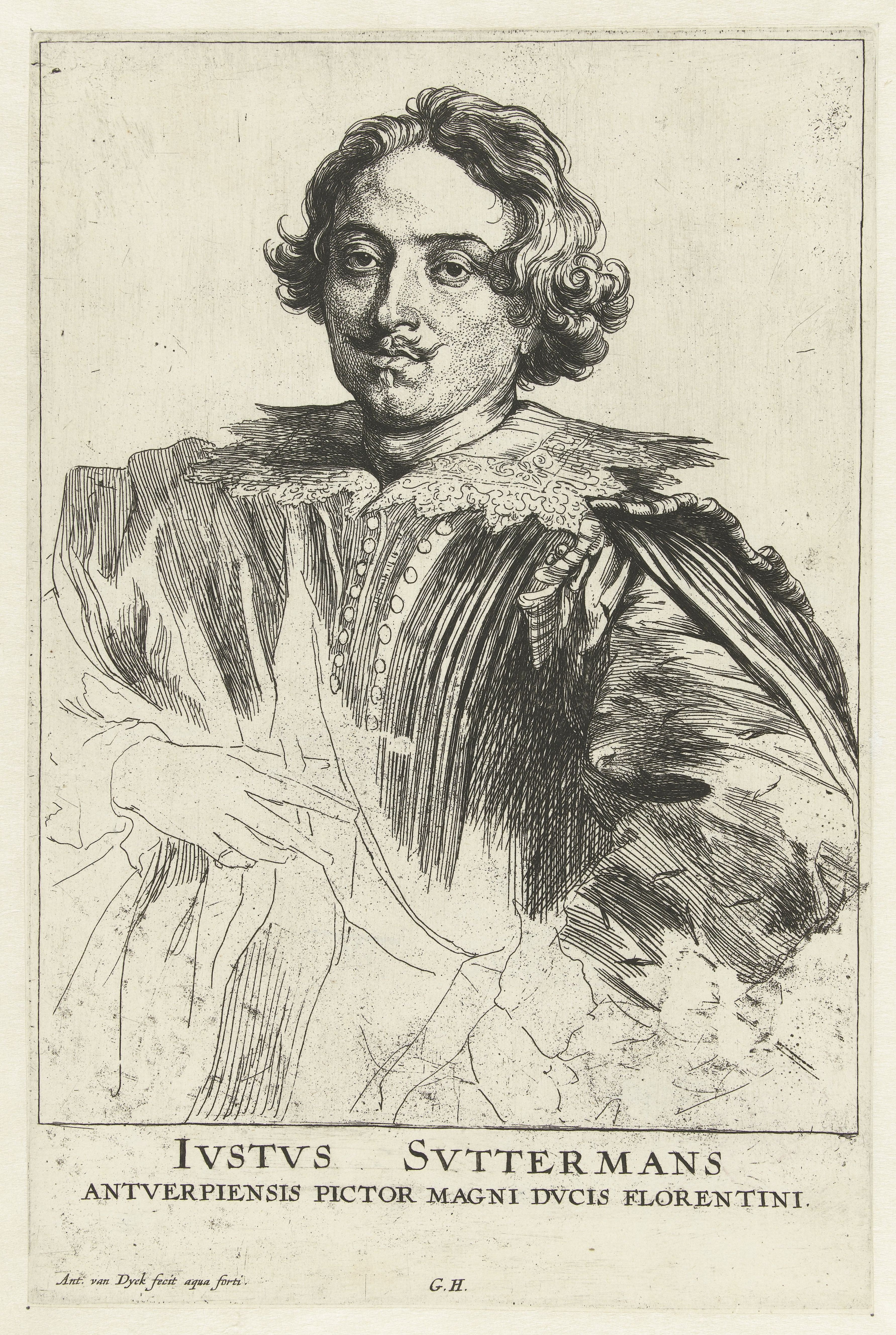
Ю. Сустерманс. Офорт из «Иконографии» А. Ван Дейка. 1630—1632

По причине семейных связей тосканского двора с другими домами северной Италии и Австрии, Сустерманс часто ездил в другие города Италии, а также в императорскую Вену. В 1620— начале 1621 года он работал в Мантуе, где придворным художником был его учитель Франс Пурбус. Сустерманс написал портреты герцога Фердинандо I Гонзага, его жены Екатерины Медичи, брата и преемника Фердинандо герцога «Винченцо II Гонзага в плаще ордена Искупителя».
5 января 1622 года художник представил портрет Марии Маддалены Австрийской, вдовы великого герцога Козимо II (ныне находится в Королевском музее изящных искусств Бельгии в Брюсселе). В 1623 и 1624 годах он работал в Вене по заказу императора Священной Римской империи Фердинанда II. В 1624 году император возвёл в дворянство братьев Сустермансов, в том числе брата Юстуса по имени Матиас. Его брат Ян, возможно, помогал с некоторыми портретами императорской семьи, написанными Юстусом в Вене. Юстус Сустерманс вернулся во Флоренцию 17 февраля 1625 года, тогда же стал членом Академии рисунка, организованной Джорджо Вазари. Возможно, он совершил ещё одну поездку в Вену в 1626 году.
Вместе с братом Франсом он отправился в Рим, где в 1627 году написал портреты папы Урбана VIII и многих кардиналов Ватикана. Другие путешествия включали пребывание в 1639 году при дворе Фарнезе в Парме, где он должен был видеть работы Корреджо. В 1639—1640 годах он был в Пьяченце. В 1640 году работал в Милане у дона Диего Фелипеса де Гусмана, 1-го маркиза Леганеса. Затем вернулся во Флоренцию. Он отправился в Рим в 1645 году вслед за кардиналом Джанкарло Медичи, вторым сыном великого герцога Козимо II. Он писал портреты папы Иннокентия X и членов семьи Памфили. В Модене с июня 1649 года Сустерманс работал при дворе Франческо I д'Эсте. Оттуда его вызвали в Геную для работы на службе Джанкарло Медичи. В ноябре он вернулся в Модену, где, возможно, увидел «Портрет герцога Франческо» работы Веласкеса (Galleria Estense, 1638). В Модене он также встретил Гверчино, ещё ранее познакомился с произведениями Ван Дейка.
В 1650 году Cустерманс вернулся во Флоренцию, где прожил до 1653 года. Затем он работал в Ферраре, Модене и Мантуе, в 1654 году — в Генуе. В период с 1654 по 1681 год он большую часть времени проводил во Флоренции. Эти и другие поездки, знакомство с многими художниками и произведениями итальянского искусства, формировали его собственный стиль. Он подружился с Рубенсом и Ван Дейком и поддерживал с ними регулярную переписку. У него была большая мастерская, в которой ученики и помощники изготавливали копии и варианты его картин.
Сустерманс был женат трижды. Первый раз он женился на Деянире ди Санти Фаббретти, родом из Пизы. Она умерла в августе 1628 года при рождении единственного сына Карло, который позже стал священником. В 1635 году он женился на Маддалене ди Козимо Мадзокки, которая родила ему сына Франческо Мария и дочь Витторию. Его сын умер в 1663 году. В 1664 году Сустерманс женился на Маддалене Артимини, от которой у него родились ещё сын и дочь. Его племянник Джованни Вангельдри (Ян ван Гельдер), сын его сестры Клары Сустерманс и торговца Йоханнеса ван Гельдера, был выдающимся художником-портретистом герцогов Модены и графов Новеллары. Вероятно, он присоединился к своему дяде Юстусу в Модене в 1649 году.
Юстус Сустерманс скончался во Флоренции 23 апреля 1681 года и был похоронен в церкви Сан-Феличе.

## Творчество
Сустерманс в основном известен своими портретами. Он также написал ряд картин исторического и бытового жанра, натюрмортов и изображений животных. Он редко датировал свои произведения, что затрудняет установление хронологии его творчества. Ранние портреты работы Сустерманса демонстрируют влияние его учителя Франса Пурбуса Младшего. Сустерманс не разделял фламандского предпочтения деталям одежды и аксессуарам и стремился к монументальной простоте форм. В Италии его живопись стала отражать влияние художников флорентийской школы. Сустерманс изучал творчество таких разных мастеров, как Гверчино, Диего Веласкеса, Пьера Миньяра. Испытал влияние венецианской живописи.
Во время своего пребывания в Вене в 1623 и 1624 годах он начал писать в более живописном стиле, возможно, под влиянием работ «рудольфинцев» Ханса фон Ахена и Йозефа Хайнца Старшего. Позже его работы стали более барочными под влиянием фламандских художников, таких как Рубенс, Антонис ван Дейк и Корнелис де Вос. Портрет принца Вальдемара Кристиана Датского демонстрирует влияние Рубенса. Его зрелый стиль 1630-х годов отличается свободной и выразительной манерой письма, более светлой палитрой, возможно, под влиянием венецианцев, таких как Тициан. Сустерманс в течение семи лет владел «Портретом Пьетро Аретино» работы Тициана (Флоренция, Галерея Питти), который находился в коллекции Медичи. Эта работа, возможно, вдохновила его на создание знаменитого «Портрета Галилео Галилея» (Уффици). Портрет заказал Элиа Диодати, юрист, живший между Парижем и Женевой и бывший хорошим другом Галилея. После смерти Галилея он подарил портрет великому герцогу Фердинанду II. Ко времени написания картины Галилею было около семидесяти лет. Работа выполнена густыми, пастозными мазками, напоминающими технику венецианской живописи XVI века.
Присутствие Пьетро да Кортона во Флоренции с 1637 года, возможно, было ещё одним стимулом эволюции творчества Сустерманса от маньеризма к стилю барокко. С середины 1640-х годов Сустерманс стал эффектно использовать контрасты света и тени. Примером могут служить портреты Виттории делла Ровере в полный рост с молодым Козимо III Медичи (Национальный музей Палаццо Манси, 1646).
Юстус Сустерманс был одарённым художником-анималистом. Однако в середине 1650-х годов его творчество испытывало кризис. Причинами могли быть возросшая зависимость от конъюнктуры заказов, либо многие путешествия и его отсутствие в мастерской, либо введение великим герцогом стандартных цен на всё, кроме портретов в полный рост. Тем не менее, при жизни Сустерманса почитали как первого портретиста Италии, равного Ван Дейку, Рубенсу и Гансу Гольбейну Старшему. Благодаря своей славе он получал заказы от дворов Вены, Пармы, Милана, Феррары, Рима. Его положение вызывало зависть даже у вельмож, но благодаря его скромности и преданности одному только искусству друзей у него было больше, чем врагов.
В санкт-петербургском Эрмитаже имеется всего одна картина Сустерманса: «Суд Соломона».

## Галерея

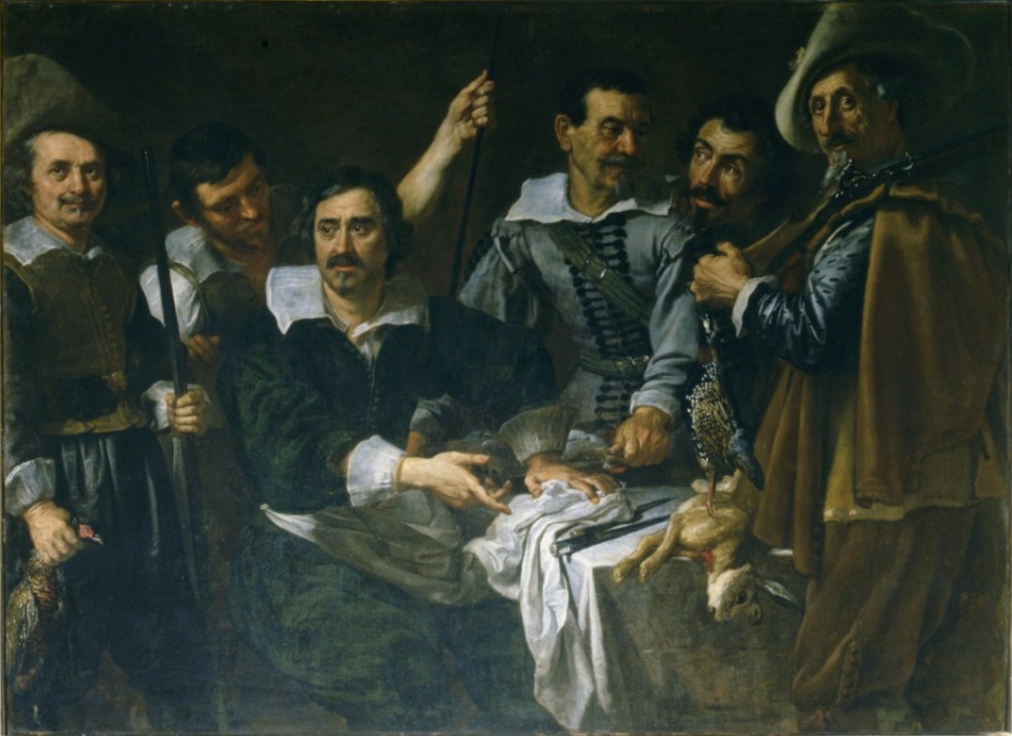
Прихожая виллы Пратолино с охотниками и поварами семьи Медичи. Ок. 1634. Холст, масло. Уффици, Флоренция
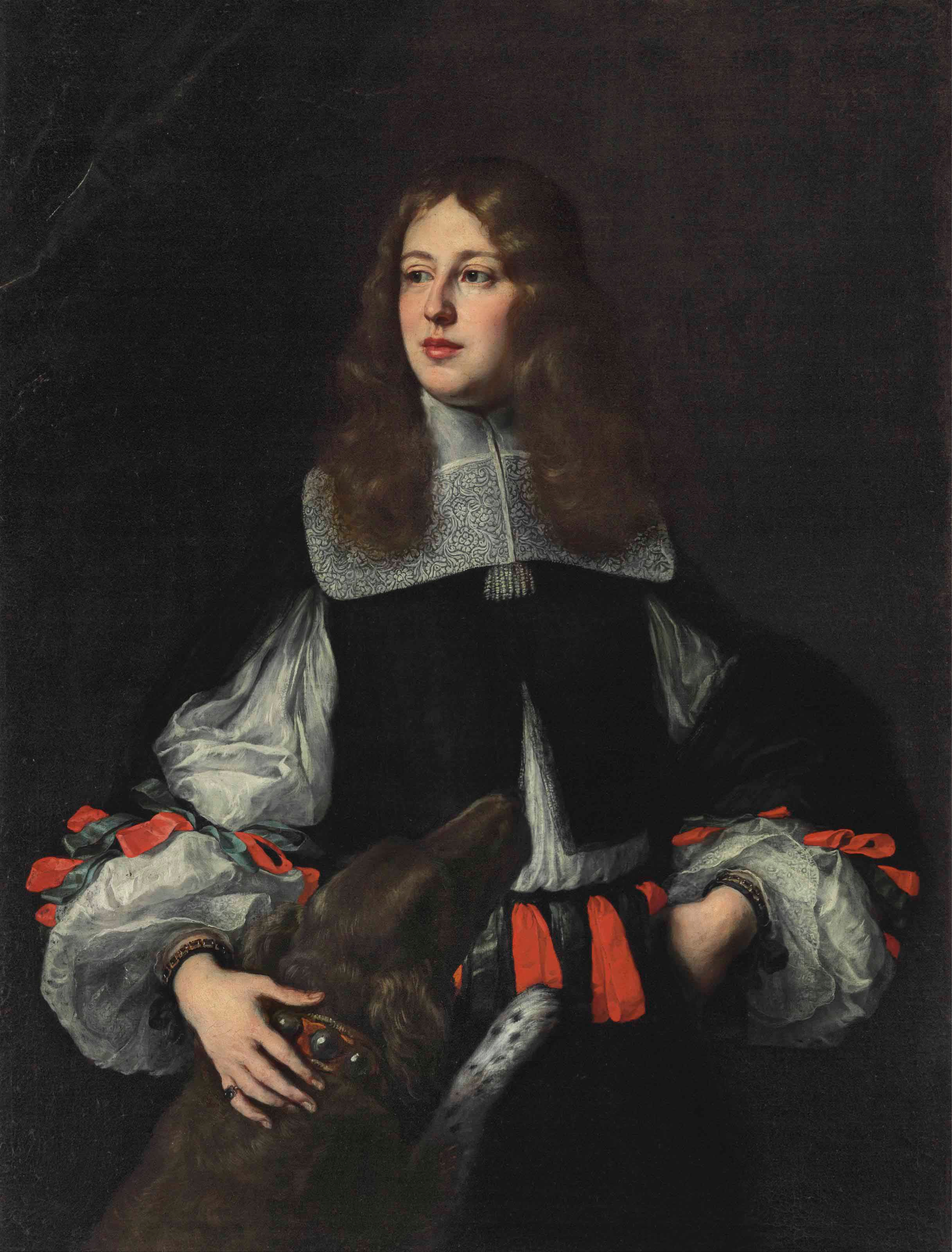
Портрет Орацио Пикколомини с собакой. 1658. Холст, масло. Частное собрание
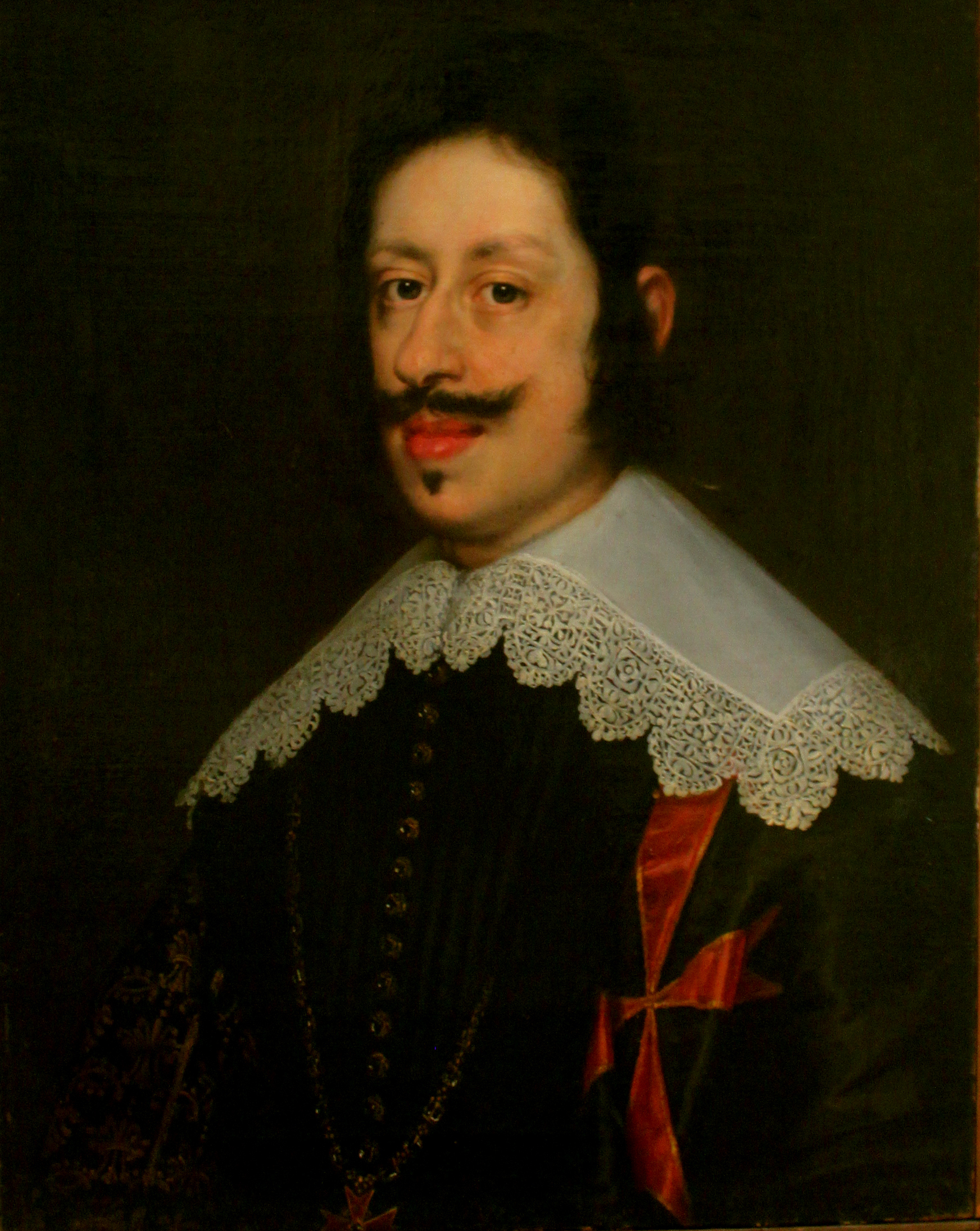
Портрет Фердинандо II Медичи. Холст, масло. Национальный музей искусств Азербайджана, Баку
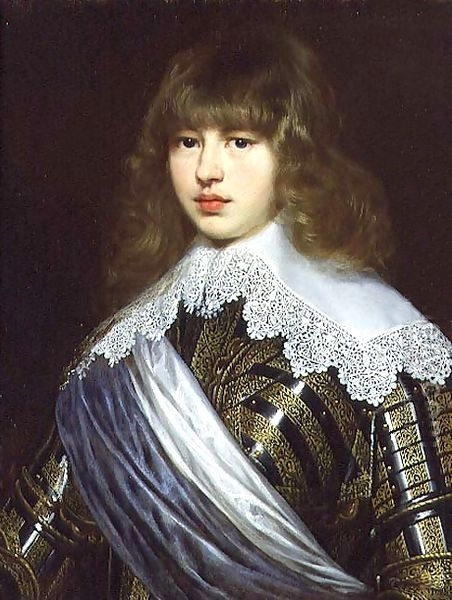
Портрет принца Вальдемара Кристиана, сына Кристиана IV Датского. Между 1638 и 1639. Холст, масло. Палаццо Питти, Флоренция
Портрет Марии Маддалены и её сына Фердинандо в польском костюме. Ок. 1623. Институт искусств, Флинт, США
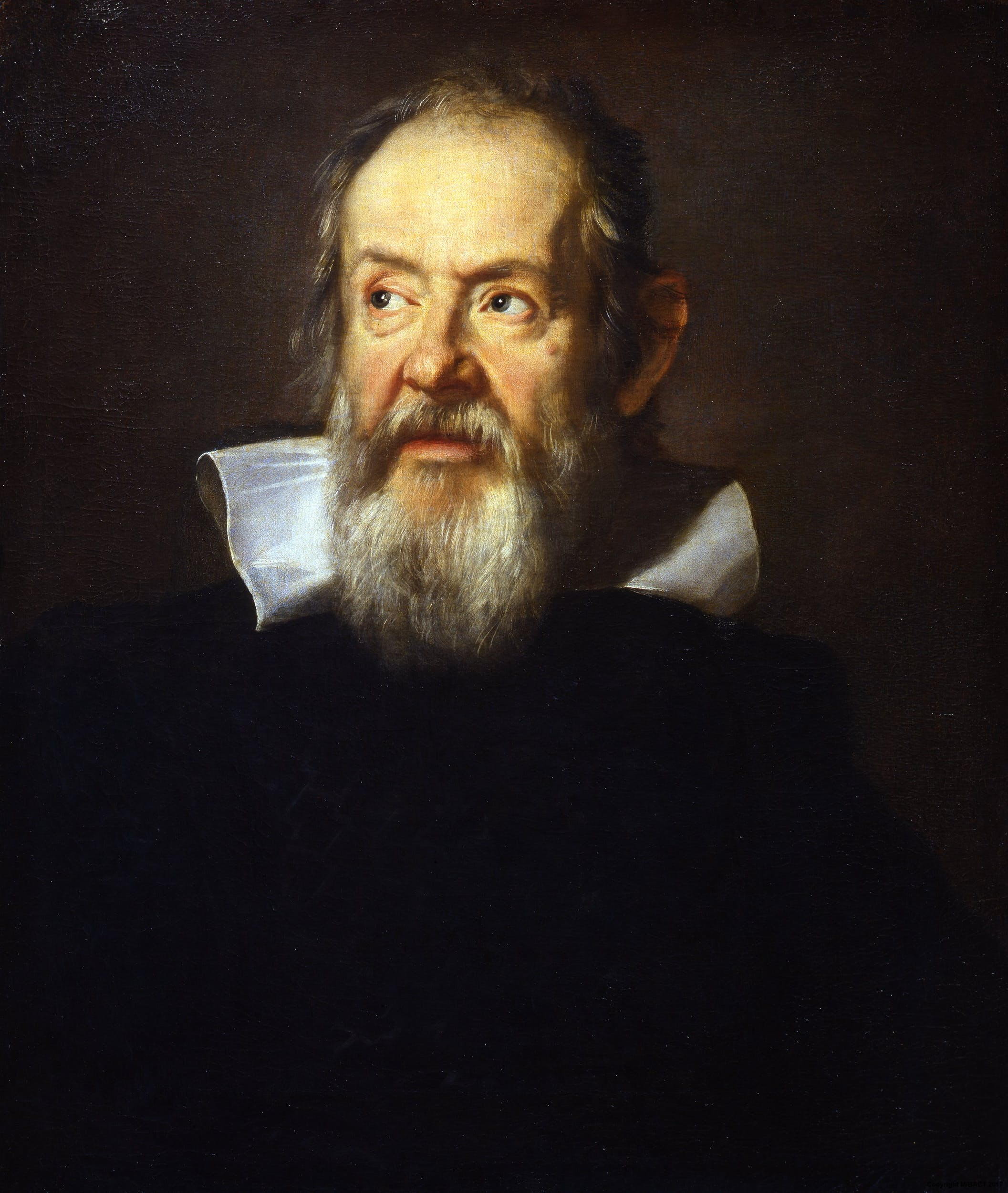
Портрет Галилео Галилея. 1635. Холст, масло. Уффици, Флоренция
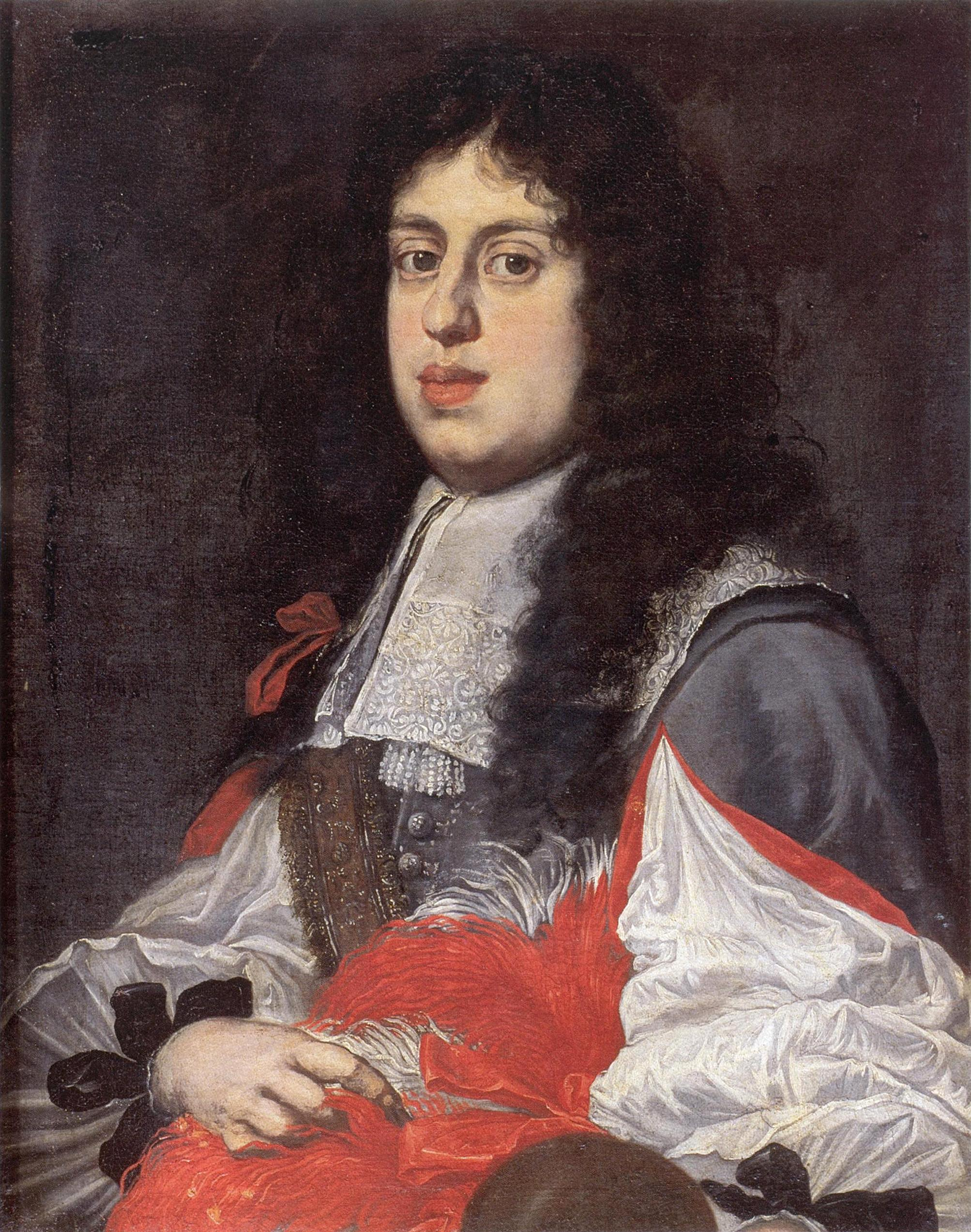
Портрет Козимо Медичи III. 1660. Холст, масло. Палаццо Питти, Флоренция